# كروسندرة رباعية الأسنان
كروسندرة رباعية الأسنان (الاسم العلمي:Crossandra quadridentata) هي نوع من النباتات تتبع جنس الكروسندرة من الفصيلة الأقنتية.